# George Farington

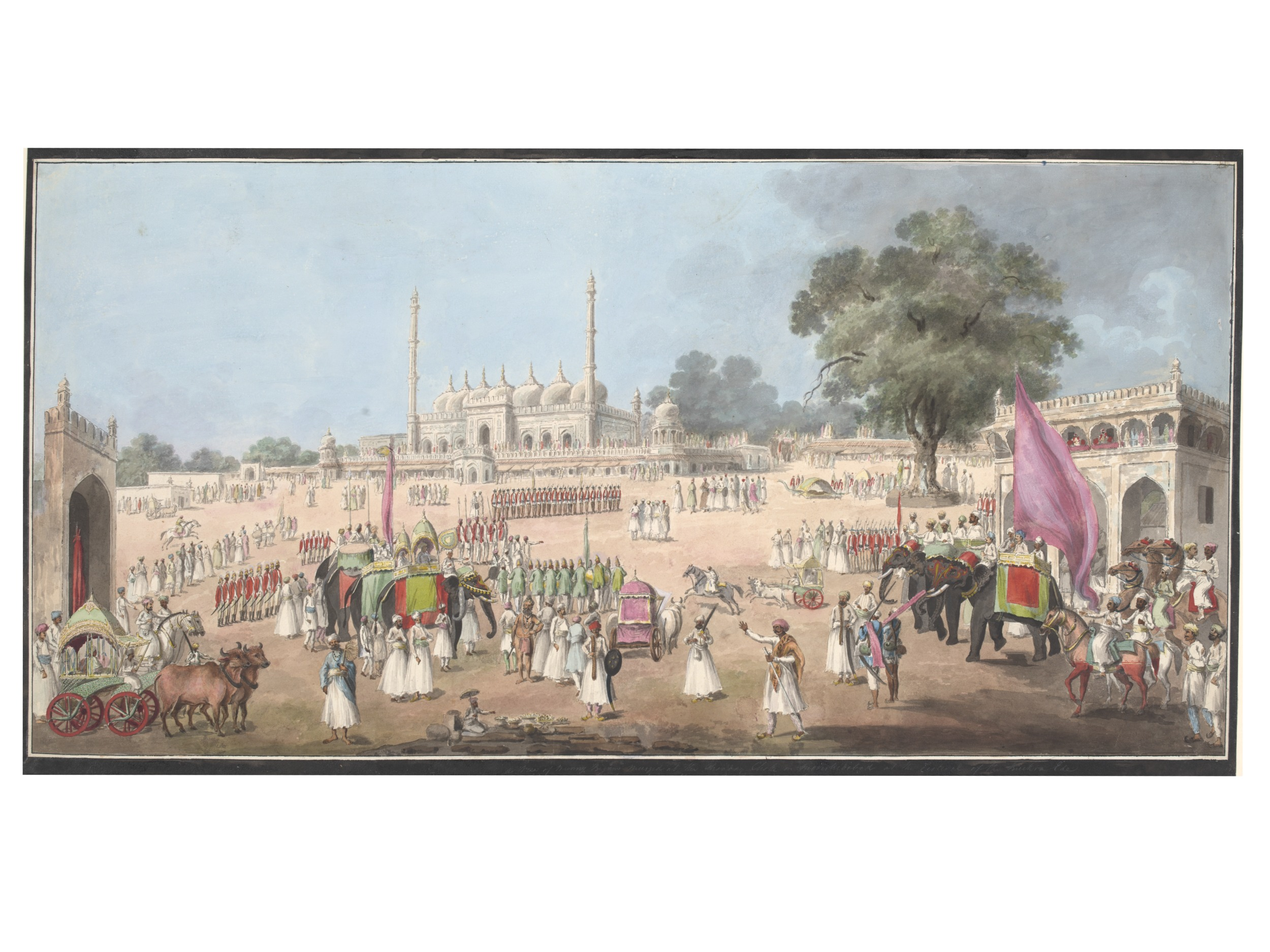
Mubarak ud-Daula, Nawab de Murshidabad par un artiste inconnu de Murshidabad qui l'a copié d'une peinture à l'huile originale de George Farington, Victoria and Albert Museum

George Farington, né en 1752 à Leigh dans le Lancashire et mort en 1788, est un artiste anglais. 

## Biographie
George Farington naît en 1752 à Leigh à Lancashire. Baptisé le 10 novembre 1752, il est le quatrième fils du révérend William Farington, vicaire de ce cette ville, qui devient plus tard recteur de Warrington. George étudie pendant de nombreuses années à la Royal Academy, il obtient la médaille d'argent en 1779, et en 1780, remporte celle d'or pour le meilleur tableau historique, le sujet étant La scène du chaudron de Macbeth. Il est dans ses premières études guidé par son frère, Joseph Farington, le peintre paysagiste, mais sa préférence se portant sur les sujets historiques, il devient un élève de Benjamin West. John Boydell lui passe de nombreuses commandes, et il  réalise pour lui plusieurs dessins de la collection Houghton. 
En 1782, il se rend en Inde pour y exercer son art. En faisant des études pour un grand tableau de la cour du Nawab de Murshidabad, il tombe malade, et y meurt quelques jours plus tard en 1788. 